# Sarita Colonia (banda)
La Sarita, originalmente Sarita Colonia, es una banda de rock fusión peruano formada en el distrito limeño de El Agustino en 1997 por exintegrantes de Los Mojarras. En 1998 fue elegido el grupo revelación. Ese año había compartido escenario con bandas extranjeras que visitaron el Perú como Todos Tus Muertos, Federación Francesa de Funk y A.N.I.M.A.L.

## Historia

### Más poder
La Sarita, desde el año 1998, nace como parte de la tradición de bandas de fusión de rock y chicha, punk y huayno, en El Agustino. Martín Choy, el guitarrista fundador, fue integrante de bandas históricas como Los Mojarras y La Sonora del Amparo Prodigioso.
A fines de los 90 Julio Pérez era un estudiante de zootecnia de la Universidad Agraria- La Molina y un asiduo concurrente a conciertos de rock. Así conoció a la banda que le cambió la vida: Los Mojarras, según sus propias palabras, «el grupo que revolucionó el rock y la música popular en el Perú» a fines del siglo pasado. Él era un fanático –lo sigue siendo– de sus conciertos y de esa música construida por el alma migrante en la capital: la chicha. La disolución de la banda dio nacimiento a La Sarita, la agrupación que lo tendría de frontman histriónico y voz recontra solvente.
Al empezar en los noventa tienen temas que remiten al nu metal y al rock de la época, progresivamente fueron incorporando violín andino, arpa andina y danzantes de tijeras, así como vientos shipibos, aprendiendo cada vez más de las vertientes tradicionales del Perú.
En octubre de 1999 presentaron su álbum debut Más Poder, cuyo concepto era una llamada de atención a quienes ejercen en poder de mala manera; el disco recibió buenas críticas, a partir de ahí comenzaron a recorrer el territorio nacional.
En abril de 2000 telonearon a Manu Chao en Lima. En mayo del año 2000 realizan su primera salida internacional. Invitados por el Ministerio de Asuntos Exteriores (Cancillería) de Finlandia, asisten al evento “Hombre y desarrollo” celebrado en la ciudad de Helsinki, cuyo objetivo era conocer la vida cotidiana, la cultura y el arte de América Latina. las tres presentaciones fueron un éxito.
Ese mismo año, en el mes de octubre, participan en el festival de rock más importante de Sudamérica: Rock al parque, en Bogotá, Colombia. , compartiendo escenario con Los Pericos, Aterciopelados, Manu Chao, Los Amigos Invisibles, Lucybell y Divididos siendo considerado por la prensa como lo mejor del festival.

### Danza la raza
El 2001 y el 2002 serían años de crisis para la banda, pues se separaron brevemente para luego volver el 2003 con su segundo álbum Danza la Raza con la firma de Iempsa.
En abril de 2003 editan su segundo disco titulado “Danza la raza”. En esta etapa se unen a la banda dos músicos y dos danzantes de tijera provenientes de Ayacucho, ciudad de la sierra peruana. Nuevamente el disco es bien recibido por la crítica: “Quizás la palabra fusión quedaría corta para definir lo que el grupo practica en estos momentos. Su evolución musical ha sido notable y es transmitida en cada una de las nuevas canciones recopiladas en esta flamante producción”.
En diciembre de ese año son invitados al V mercado cultural mundial de Salvador de Bahía-Brasil, evento organizado por la Casa Cultural Via Magia. 
En octubre del 2004 Frank Edgar renuncia a la banda siendo su puesto retomado por Renato Briones. A partir de ese momento la banda ha tenido gran continuidad en conciertos y apariciones de prensa.
Luego de perseverar como artistas independientes en un mercado tan difícil como el peruano, presentar shows a nivel nacional para aforos de 5 000, 10 000 y 15 000 personas, obteniendo resultados positivos, la banda comienza a girar su propuesta hacia una convicción más andino-americana, mostrando con énfasis los elementos andinos y ancestrales de su historia nacional como el arpa y violín ayacuchano, herramientas que sirven de soporte importante para la Danza de las Tijeras, emblema y símbolo actual de La Sarita, agrupación de “Rock Andino”, que se hace de un camino singular e intenta insertarse en la industria musical de manera alternativa.
En mayo de 2005 viajan a Caracas para actuar en el festival “Voces, rostros y estampas de los andes”, evento promovido por el Ministerio de la Cultura de Venezuela. En diciembre participan en la Feria Internacional del Libro de Guadalajara, México, integrando la comitiva peruana junto a escritores como Mario Vargas Llosa, Alfredo Bryce Echenique, Antonio Cisneros y Jaime Bayly, y artistas como Raúl García Zárate, Tania Libertad y el grupo de teatro Yuyachkani. 
En diciembre del 2005, La Sarita fue invitada a la FIL (Feria Internacional del Libro de Guadalajara - México), reunión que convocó importantes figuras internacionales del mundo de la música, el teatro, el cine y la literatura.
En noviembre de 2006 la banda se presenta en Quito, Ecuador, en el festival “Quitu Raymi” organizado por La Casa de las Culturas Urbanas Puka Yana y el Comité Permanente Quitu-Raymi. En junio de 2007 la banda regresa a Finlandia para participar en el festival “World Village”, en Helsinki, presentándose además en las ciudades de Turku y Tampere, 6 shows en total en ese país. Tras su paso por Finlandia, inician una gira helvética presentándose en Schaffhausen, en el "Kultur im Kammgarn KiK", una gran sala de conciertos por donde han desfilado importantes figuras como Juanes, Estopa, entre otros. Posteriormente se presentan en la ciudad de Zúrich, concluyendo su paso musical por Suiza en la "Salle de Faubourg", en Ginebra, gala organizada por la Asociación Cultural Latinoamericana “Tierra Incógnita”. Logrando, sin pretensión, ser el primer grupo de rock (andino) peruano en gira por Europa.
En enero de 2008 interviene en la serenata por el 473 aniversario de la ciudad de Lima. Ese mismo año forma parte de la gira Movistar Expo Rock, compartiendo escenario con los principales exponentes del rock nacional, como Pedro Suárez Vértiz, Libido, Nosequién y los Nosecuantos, Zen, Mar de Copas y Amén. Un nuevo miembro perteneciente a la comunidad shipibo-conibo de San Francisco de Pucallpa, en la Amazonía peruana, ingresa a La Sarita.

### Mamacha Simona
En marzo de 2009, después de 6 años, la banda lanza su tercera producción titulada “Mamacha Simona”.una producción que se había atrasado casi 3 años. “A 10 años del lanzamiento de su primer disco, Más Poder, y a 6 de su ecléctico Danza la Raza, la Sarita vuelve renovada y con un pan serrano en la alforja: Mamacha Simona, su esperada tercera placa que, sin exagerar, es la más completa y mejor lograda en términos musicales”. El lanzamiento fue seguido por una gira de la banda por diferentes ciudades del Perú.
En propias palabras del vocalista Julio Pérez : ”Mamacha Simona” significa pasar de la protesta de “Más Poder” y de la actitud más reflexiva de “Danza la Raza”, a una propuesta musical más rica, a una etapa en donde hemos encontrado nuestro lenguaje musical y lo expresamos de mejor manera. Nos hemos vinculado en mayor medida con la cultura andina y “Mamacha Simona” es el testimonio de haber aprendido y entendido cómo queremos vivir."
En sus canciones los géneros musicales se mezclan sin rubor. Abarcan el rock, la chicha, el huaino, la música criolla, la salsa, el ska, juntos, mezclados, revueltos. Las letras pueden ser líricas o tomadas de otros temas. Y además la puesta en escena es teatral. “Yo inicialmente fui un cantante tímido. El recurso de las máscaras y los trajes tenía un porqué: el miedo escénico. Así descubrimos el poder de las máscaras y su función”, cuenta Julio sobre los inicios.

### Identidad
El cuarto álbum es lanzado en mayo de 2012, titulado Identidad, contiene 12 temas nuevos; la influencia de música selvática es más evidente, al mismo tiempo se alejan de la línea de crítica al gobierno en comparación con sus dos primeros discos.
“Es como haber dado una vuelta al círculo y ubicarnos en el punto de partida de nuestro primer disco ‘Más poder’. La diferencia ahora es que somos conscientes de la razón de nuestro empeño”, señaló el vocalista del grupo Julio Pérez. 
Son doce temas en los cuales le rinden merecido homenaje a todos sus compatriotas, a sus orígenes, a sus experiencias, a su crecimiento y a esa mágica mezcla de todas las sangres que los convierte en un país multirracial y rico en historia. Este disco llega a las raíces más roqueras de La Sarita, pasando por fusiones de música autóctona (tales como el huayno y los ritmos amazónicos) con tex mex, reggae, hip hop y vals.

### Tributo al Perú
“Tributo al Perú” se presentará el 15 de octubre de 2016 en La Noche de Barranco y será, una vez más, “el vehículo para acercarnos al sentir, a la sabiduría y a la vida popular”, asevera Julio Pérez, el vocalista.
Hace más 18 años, la banda de rock fusión La Sarita nació con un solo objetivo. “Siempre hemos tenido como punto de partida entender el país”, afirma Julio. Así, con cuatro discos en su haber y ‘ad portas’ de grabar el quinto, la consigna es la misma. Es lo que intentarán con su próximo disco, un homenaje a clásicos de la cumbia o el vals. “La coyuntura nos obliga a buscar un producto que sea vendible y masivo, pero sin dejar de lado nuestra meta, que es comprender el país”, sostiene Pérez.
Mantener una banda por 18 años no ha sido fácil. “Los primeros años se invierte tiempo y plata”, detalla Martin Choy, el guitarrista.. Ahora ha bajado, pero queremos que La Sarita signifique otra vez una fuente importante de ingresos”, expresa el vocalista.
Asistir a un concierto de La Sarita no es solo una experiencia musical. La banda, que cuenta con cuatro discos y 18 años en la escena, integra elementos como la danza de tijeras o las melodías andinas de un violín a su propuesta de rock. “La gente ya se acostumbró a eso. Cambiarlo o dejarlo de hacer no sería beneficioso para el proyecto”, sostiene Julio Pérez, vocalista de la banda. Asimismo, el histrionismo que Pérez despliega sobre el escenario, como cuando personifica a un “guachimán” de barrio o a un presidente corrupto, son parte de un colorido espectáculo que aún encandila a los fanes antiguos y, al mismo tiempo, continúa atrayendo a nuevos oyentes. “No podemos desligarnos de eso. La Sarita es una marca que ya está posicionada y, además, tiene prestigio”, afirma el vocalista.

## Discografía
- Más poder (1999)
- Danza la raza (2003)
- Mamacha Simona (2009)
- Identidad (2012)
- Tributo al Perú (2016)